# مملوك (اسم)
مملوك هو اسم علم مذكر من أصل عربي، ومعناه هو على وزن اسم المفعول العبد المستعبد التابع لسيده.

## وصلات خارجية
- موسوعة السلطان قابوس لأسماء العرب